# 屈巴赫河 (安珀河支流)
47°41′07″N 10°58′36″E / 47.68540°N 10.97675°E

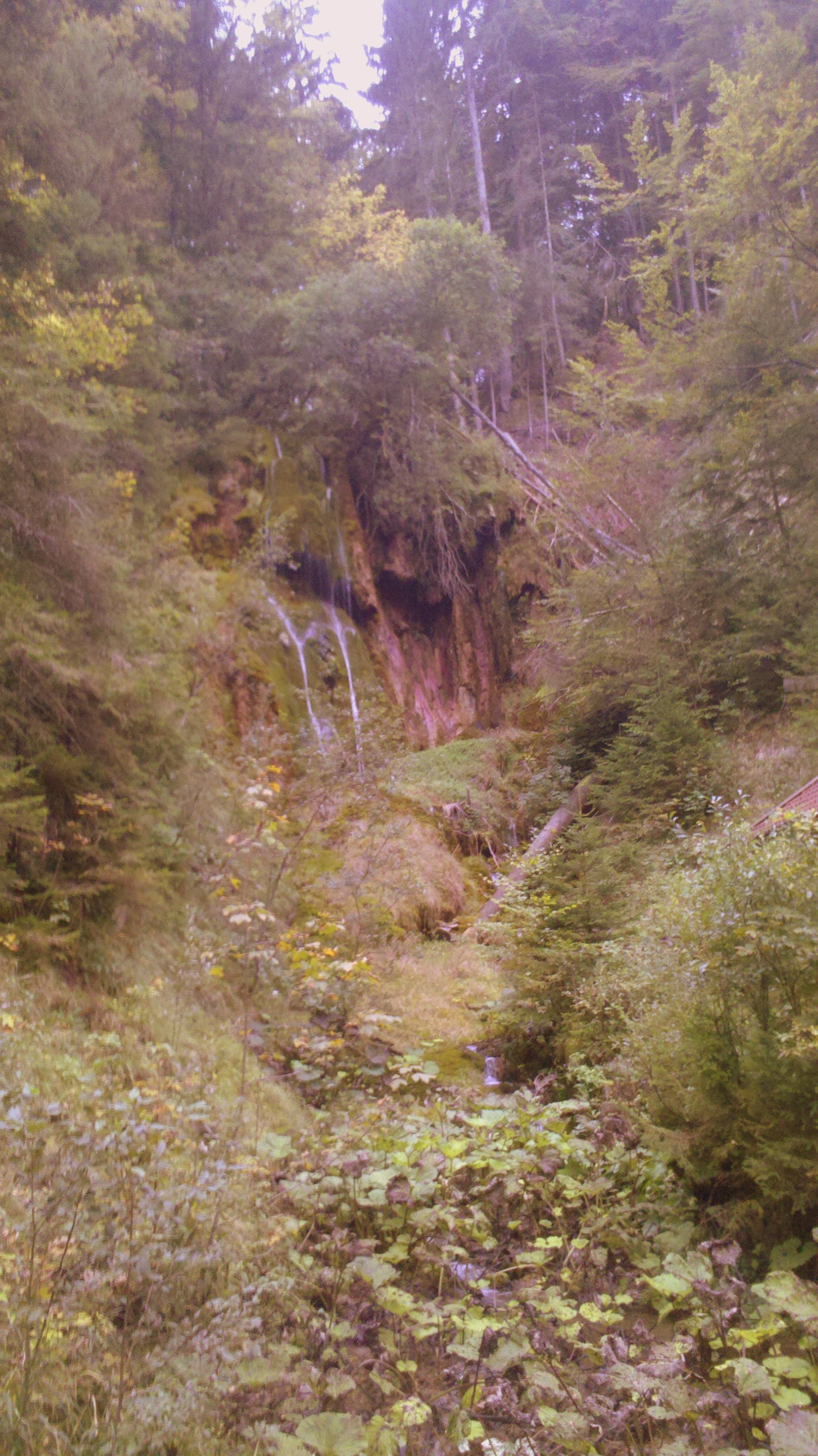

屈巴赫河（德語：Kühbach），是德國的河流，位於該國東南部，由巴伐利亞負責管轄，該河流屬於安珀河的支流，河道全長1.6公里，流經魏爾海姆-雄高縣。